# طعم چای
طعم چای (茶の味, Cha no Aji) سومین فیلم کاتسوهیتو ایشیئی، نویسنده و کارگردان ژاپنی، محصول سال ۲۰۰۴ است. از این فیلم با عنوان یک نسخه «سوررئال» از فیلم فانی و الکساندر (۱۹۸۲) ساخته اینگمار برگمان یاد شده‌است. این فیلم یکی از گزیده‌های جشنواره فیلم کن بود.